# Batalla de Cable Street
La batalla de Cable Street va ser una massiva confrontació al carrer que va tenir lloc el diumenge 4 d'octubre de 1936 en el carrer Cable Street del popular barri de l'East End de Londres. Fou un xoc entre la policia metropolitana, que protegia una desfilada legal de la Unió Britànica de Feixistes (BUF), liderada per Oswald Mosley, i milers de veïns del barri popular, estibadors, treballadors, comunistes, anarquistes, jueus, immigrants irlandesos i antifeixistes. En una època d'ascens del feixisme a Europa, i de creixent hostilitat contra jueus, minories i forces d'esquerra, el dirigent feixista Mosley volia organitzar una gran marxa de milers de militants feixistes uniformats amb camises negres (Blackshirts) pel popular barri de l'East End, amb nombrosa població jueva.
Malgrat les demandes de grups jueus i d'esquerres, el govern refusà prohibir la marxa, i davant l'organització de les protestes, els gran partits com el Partit Laborista cridaren a no participar en l'enfrontament, el Board of Deputies of British Jews cridà a marxar de la zona. Però les crides no tindrien cap efecte en els seus membres i simpatitzants a l'East End.
Els camises negres es reuniren al Gardner's Corner, uns magatzems d'Aldgate, a l'entrada de l'East End. La resposta dels veïns fou massiva, entre 310,000 i mig milió d'Eastenders sortiren al carrer per impedir la marxa feixista. Els grups d'antifeixistes alçaren barricades als carrers, sobretot en la cantonada del carrer Cable Street i Christian Street. La policia metropolitana intentà obrir pas netejant el camí per a fer possible la marxa. Els manifestants ompliren els petits carrers, fent-los intransitables. Duien pancartes i cantaven "They Shall Not Pass" (No passaran), eslògan agafat del bàndol republicà espanyol. Els policies, més de 10.000, feren nombroses càrregues a cavall amb els seus bastons, els veïns utilitzaren llambordes, potes de taules i cadires i rodaments. Des de les cases, moltes dones llençaren brossa, estris de cuina i ampolles a la policia quan intentava desmuntar les barricades. Finalment, després de nombroses batalles i xocs, la marxa no es pogué celebrar, i els membres de la BUF es dispersaren cap al Hyde Park mentre tot l'East End celebrava la victòria contra el racisme i l'antisemitisme.
Al final de la batalla, 150 persones havien estat detingudes, algunes de les quals serien condemnades a treballs forçats, i es denunciaren maltractaments sota custòdia policial. 100 persones foren ferides de consideració, inclosos policies, i dones i nens veïns del barri.
En els mesos següents el govern britànic aprovà la Public Order Act de 1936 prohibint les desfilades amb uniformes. La Batalla de Cable Street fou l'inici del declivi de la Unió Britànica de Feixistes, poc abans que comencés la Segona Guerra Mundial.
Phil Piratin, membre del Partit Comunista, fou un dels organitzadors de les forces que s'enfrontaren als feixistes, poc després seria el primer comunista escollit al govern metropolità.
Avui dia hi ha un gran mural al St.George's Hall de Londres rememorant els fets, que es va pintar als anys 80.